# Ermitage Saint-Ferréol de Céret
Pour les articles homonymes, voir Saint-Ferréol.
L'Ermitage Saint-Ferréol (en catalan et sur la carte IGN : Sant Ferriol) est une chapelle dédiée à saint Ferréol située à Céret (Pyrénées-Orientales). Érigée au XIIIe siècle sur des bases préromanes, elle est reconstruite au XVIIIe siècle.

## Situation
L'ermitage est situé à 301 mètres d'altitude sur une colline des Aspres, et à quelque 4 km de Céret. Il est desservi par un chemin vicinal d'environ 1 km s'embranchant côté littoral sur la D615 reliant Céret à Ille-sur-Têt, approximativement à mi-chemin entre Céret et le col de Llauro. Il offre un panorama s'étendant de la côte au massif du Canigou, entre lesquels se déroule le massif des Albères matérialisant la frontière franco-espagnole, la plaine alluviale du Tech et le Bas-Vallespir ponctué de ses principales agglomérations.

## Histoire
L'ermitage est mentionné pour la première fois en 1235. Il fait alors partie d'un legs de Raymond de Llauro. Ses bâtisseurs sont des moines bénédictins de l'abbaye d'Arles-sur-Tech. Étant liés à l'abbaye de Moissac, certaines reliques leur appartenant sont mises à l'abri dans la région durant la croisade des albigeois. Parmi celles-ci, des fragments des reliques de saint Ferréol et saint Julien sont conservées dans cet ermitage, désormais dans des reliquaires datant du XVIIIe siècle. La chapelle devient donc un sanctuaire.
En 1655, la population de Céret attribue l'extinction providentielle de l'épidémie de peste l'ayant lourdement touchée, grâce à l'intercession de saint Ferréol, d'où sa vénération séculaire célébrée chaque année à l'ermitage le 18 septembre, sous la forme d'un Aplec, alliant cérémonie religieuse et fête traditionnelle profane. Procession, messe aux aurores, exposition des reliques réunissant les nombreux pèlerins cérétans venus à pied, précèdent sardanes et repas champêtre sur le site, et rappellent l'origine de la fête patronale -ou Festa Major- de Céret.
La chapelle est reconstruite entre 1772 et 1775. 
Pendant l'occupation espagnole en 1793, l'ermitage donne son nom de code à la bataille de Céret lancée le 26 novembre 1793 pour la reconquête de son pont stratégique. Grâce à la situation géographique de l'ermitage, le positionnant comme refuge et repli, le comte de la Union, Luis Fermín de Carvajal, provoque la retraite de plusieurs bataillons français dans ses abords, participant ainsi à la victoire des troupes espagnoles et portugaises, après 6 h 30 de combat à Céret.
En 1794, Luis Fermín de Carvajal est accueilli dans la dévotion par les Capucins de l'ermitage pour s'y recueillir et y prier, après l'avoir sauvé de la destruction, tout comme le couvent des Capucins de Céret près du hameau Saint-Roch en ville. Ancien Jésuite particulièrement sensible à la présence de ces religieux à Céret, dont il avait fait son quartier général, le 1er mai 1794, il privilégie la protection de tous les couvents de la ville, dont l'ermitage, en feu et en cours de destruction par les troupes révolutionnaires, au détriment d'une offensive décisive contre les troupes françaises. Mais son option s'avère quand même fatale tant pour ces couvents que pour lui, devant battre en retraite vers l'Espagne par Maureillas.
En 1795, la Convention nationale désacralise l'ermitage après l'occupation espagnole et en raison de sa réputation acquise avec l'hébergement dans ses murs du comte de la Union, Luis Fermín de Carvajal.
Au printemps 1805, les 3 et 25 mars, l'ermitage redevient sanctuaire grâce à la demande de l'évêque de Carcassonne auprès du pape Pie VII, officialisé par le cardinal Caprana et le vicaire Laboisière de la cathédrale Saint-Jean-Baptiste de Perpignan.
En 1975, la chapelle échappe à un incendie affectant ses bâtiments annexes.